# Ravnik (otok)
Ravnik je nenaseljeni otočić u hrvatskom dijelu Jadranskog mora, koji se nalazi oko 500 m ispred uvale Rukavac na južnoj strani otoka Vis.
Njegova površina iznosi 0,266605 km². Dužina obalne crte iznosi 2,74 km. Otok se iz mora izdiže 38 metara.

## Zelena špilja
Otok je poznat je po Zelenoj špilji, koja se nalazi na južnoj strani otoka. Ta abrazivna špilja s dva ulaza geomorfološki je spomenik. U stropu špilje nalazi se prirodni otvor. Najbolje ju je posjetiti oko podneva, kada se doista mogu doživjeti sve ljepote zamalo nestvarne zelene boje.

## Vanjske poveznice
|  | Zajednički poslužitelj ima još gradiva o temi Ravnik (otok) |